# Шахова олімпіада 1980

Офіційна емблема шахової Олімпіади 1980 р.

24 шахова Олімпіада проходила з 20 листопада по 6 грудня 1980 року в столиці Мальти, в місті Ла Валетта.
Хоча шахова федерація Мальти невелика, вона нараховує близько 200 членів і не має ніяких особливих шахових традицій, але через те що не було інших претендентів ФІДЕ була вимушена прийняти пропозицію Мальти.

## Організація

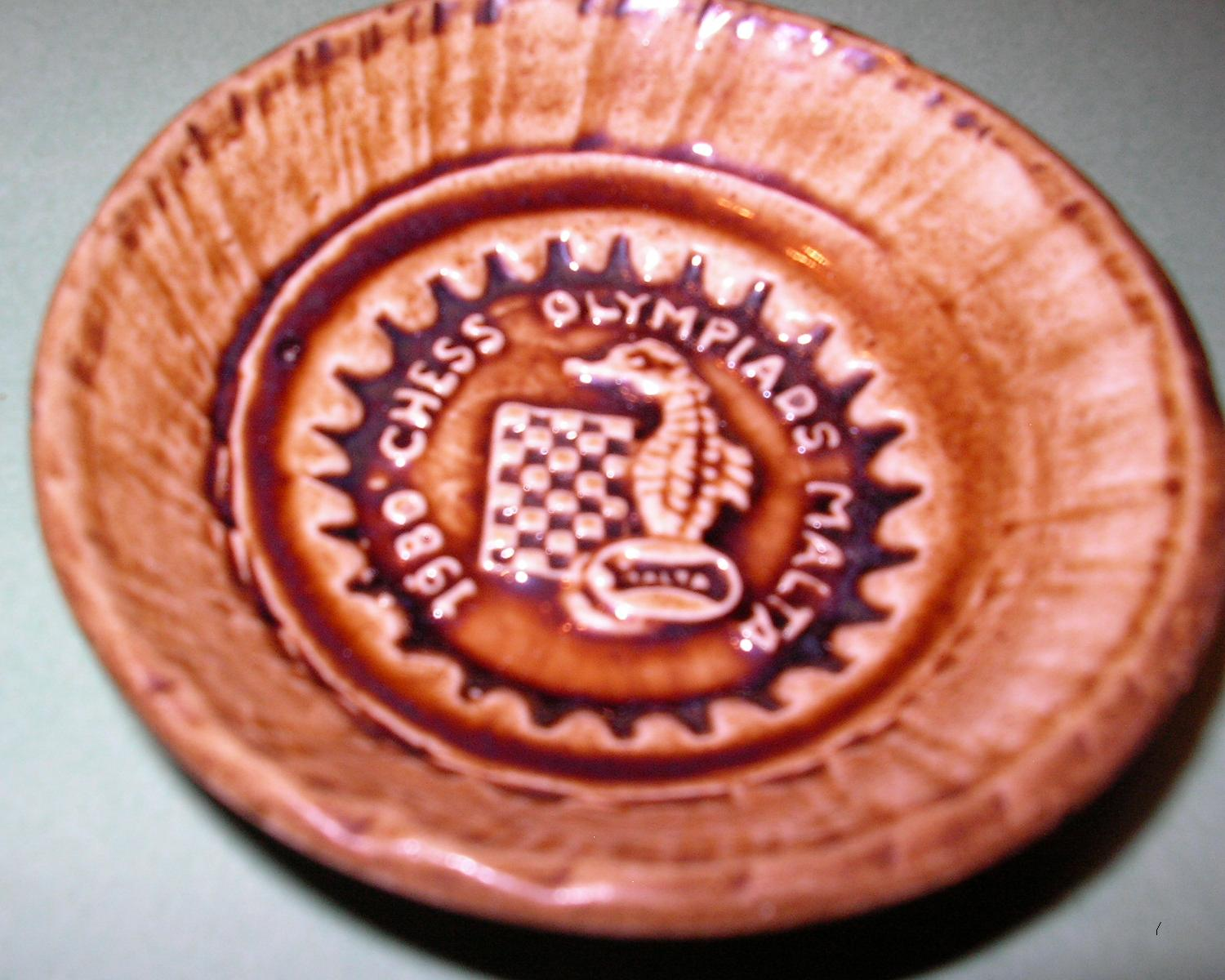
Сувенір присвячений 24 шаховій Олімпаді

Шахова федерація Мальти (голова Ж. Піссано-Россі) доклала максимум зусиль для виконання нелегких організаційних завдань. Слід згадати, що на Мальті було побито рекорди за кількістю як чоловічих, так і жіночих команд. Звичайно, федерація Мальти не змогла б самостійно розв'язати питання щодо організації і проведення цих великих змагань. Їй допомагали федерації багатьох країн. Шаховий реквізит (годинники, шахи) надала Англія, вона ж надіслала технічного керівника (М. Валш), редакційну групу спецбюлетня XXIV Олімпіади, очолювану досвідченим Р. Вейдом, а також кілька суддів на чолі з Г. Голомбеком. Досить значну групу суддів прислали федерації Югославії, СРСР, Угорщини, Австрії та інших країн. Численний суддівський корпус очолив на XXIV Олімпіаді Л. Шмід (ФРН). Його заступниками на чоловічому турнірі були Л. Абрамов (СРСР), Г. Голомбек і В. Літмаиович (Польща).
Змагання проводилися в Середземноморському конференц-залі, який колись був шпиталем лицарів Мальтійського ордена, після модернізації, він став місцем проведення різних міжнародних форумів. Ігрове приміщення — боковий вестибюль і галерея, довжина якої 180 метрів і ширина близько 12 метрів. Тут з обох боків біля стін було розставлено 227 шахових столиків, триметровий коридор у центрі відведено для численних глядачів. На XXIV Олімпіаді були обладнані обчислювальний центр і прес-центр, акредитовано близько 500 журналістів. Регулярно наступного дня після туру випускався бюлетень змагання. В культурному центрі XXIV Олімпіади за традицією було організовано виставку-продаж шахової літератури.
«Зал і допоміжні служби цілком добрі, — сказав президент ФІДЕ Ф. Олафссон напередодні відкриття XXIV Олімпіади, — однак інші умови, зокрема розміщення, створення спокійної обстановки для учасників, не зовсім ідеальні».
Шахісти жили буквально по всьому острову, в різних маленьких поселеннях, у готелях досить посереднього рівня. Не розв'язаною була і проблема транспорту, який сполучав ігровий зал з місцем проживання учасників. Мали місце часті запізнення цілих команд і окремих учасників на тури і ранкові догравання, тривалі очікування транспорту після закінчення туру. Не дивно, що деякі команди, особливо ті, що претендували на високі місця, вимушені були відмовитися від послуг організаторів щодо розміщення і за свій рахунок оселитися у дорогих, але зручних готелях.

## Склади
Близько 650 шахістів і шахісток брали участь у двох олімпіадах. Такої кількості учасників олімпійські турніри ще не знали. В змаганнях серед жінок брали участь команди 42 країн, чоловіків — 82 команди з 81 країни (Мальта виступала двома складами). Шість команд вперше брали участь в Олімпіаді: Ангола, Єгипет, Зімбабве, Кенія, Нігерія й Уганда. Серед учасників — понад 50 гросмейстерів і 100 міжнародних майстрів.
Повністю гросмейстерським складом, очолювана чемпіоном світу А. Карповим, виступала тільки радянська команда. По п'ять гросмейстерів було в складах команд Угорщини та Югославії, по чотири — Англії, США і Чехословаччини. В складах багатьох команд не було прославлених олімпійських ветеранів. У команді СРСР не виступали Петросян і Спаський, в югославів не грали Глігорич і Матанович (він виконував функції капітана команди), в американців не було Кавалека, Р. Бірна і Брауна, в чехів — Філіпа, в аргентинців — Найдорфа і Панно, у датчан — Ларсена. Однак найбільш послабленою грала на Мальті команда ФРН: без Шміда, Унцікера, Дарги і — головне — без Хюбнера, який готувався до фінального матчу претендентів на шахову корону. Місця ветеранів зайняла талановита молодь: Балашов і Каспаров, Пінтер (Угорщина), Мар'янович і Ніколич (Югославія), Спілмен (Англія). Повністю омолодженим складом грали команди Ісландії (виняток — президент ФІДЕ Ф. Олафссон, який зіграв на XXIV Олімпіаді три партії), Англії, Швеції та деяких інших країн. За команду Віргінських островів (США) на 2-й шахівниці грав 10-річний Ярецький, наймолодший учасник в історії олімпіад.

## Відкриття
19 листопада відбулось урочисте відкриття XXIV Олімпіади. Почалося воно досить незвичайно: на центральній площі Кастилії зібралося кілька сотень шахістів, тренерів, представників команд, членів ФІДЕ. Потім ця різноманітна і різномовна тисячна процесія («Всі ми одна сім'я») у супроводі воєнного оркестру і численних жителів і гостей столиці Мальти пройшла по центральній вулиці Ла-Валлетти у напрямі Середземноморського конференц-залу. У цій процесії брали участь чемпіони світу Карпов і Чібурданідзе, видатні гросмейстери Таль, Портіш, Полугаєвський — майже вся еліта світових шахів, очолювана президентом ФІДЕ. У конференцзалі в президії урочистого засідання місце зайняли президент ФІДЕ, чемпіони світу, голова Шахової федерації Мальти Піссано-Россі, директор XXIV Олімпіади С. Інгелот, головний суддя Шмід. З привітаннями виступили Інгелот, Піссано-Россі і Олафссон, який оголосив змагання відкритими. Під мелодії гімнів Мальти і ФІДЕ було піднято прапори Мальти і ФІДЕ.

## Регламент
Вранці 20 листопада на нараді капітанів команд головний суддя оголосив регламент змагання: чоловічий і жіночий турніри проводитимуться в 14 турів при трьох вихідних днях. Тури гралися з 15 до 20 години, потім після двогодинної перерви з 22-ї до 24-ї проводилось перше догравання незакінчених партій. Вранці з 9.30 до 11.30 — друге догравання. В 11.00 вже було відомо результати жеребкування пар чергового туру. Основою для жеребкування, за традицією, був список команд, складений у зменшуваному порядку середнього рейтинга Ело основних учасників команд. Жеребкування проводилося комп'тером системою контрольних пар. Ось який вигляд мали середні рейтинги найсильніших команд (у дужках зазначено місце, яке посіла команда на XXIV Олімпіаді):
- 1. СРСР — 2666 (1);
- 2. Угорщина — 2593 (2);
- 3. Югославія — 2541 (3);
- 4. Голландія — 2533 (10);
- 5. Чехословаччина — 2530 (5);
- 6. Англія — 2520 (6);
- 7. США — 2519 (4);
- 8. Румунія — 2503 (11);
- 9. Ізраїль — 2474 (8);
- 10. Швеція — 2473 (12);
- 11. Болгарія — 2470 (19);
- 12. Куба — 2468 (13).

Жеребкування 1-го туру проводилось для 80 команд. Команди з верхньої половини списку зустрічалися з командами нижньої половини. Так, команда СРСР грала з Венесуелою, угорська збірна — з Шотландією і т. д.

## Перебіг
Головним фаворитом турніру була, збірна СРСР. Високо оцінювалися шанси угорців, володарів золотих нагород Олімпіади-78 в Буенос-Айресі. На третє місце претендували югослави та англійці — бронзові призери чемпіонату Європи 1980 року. Боротьба на турнірі дещо відрізнялася від достартових прогнозів, з тією лише істотною різницею, що угорська команда виявилася гідним суперником збірної СРСР. Між ними від першого до останнього туру точилася винятково напружена боротьба за титул командного чемпіона світу.

## 1 тур
Початок 1-го туру в зв'язку з організаційними недоліками було перенесено на годину пізніше. Тур розпочався за участю 74 команд. Решта, що затрималася в дорозі, прибувала на гру прямо з аеропорту. Так трапилось, що деякі учасники вже закінчували грати свої партії, а на інших тільки було зроблено перші ходи. З 2-го туру, правда, все зрештою з'ясувалося, і змагання ввійшли в своє звичайне русло.
Угорські шахісти легко переграли шотландців (4:0), як, між іншим, і решта претендентів на високі місця в турнірі.
Матч команди СРСР з командою Венесуели закінчився лише з мінімальною перевагою радянських шахістів, хоча команда виступала основним складом. Переможне очко здобув чемпіон світу. З самого початку команда опинилася в ролі наздоганяючих.

## 2 тур
У 2-му турі угорці з таким самим рахунком як і СРСР команду Греції, подолали норвезьку команду. Несподіванки туру: Голландія — Данія — 1,5:2,5; США — Чилі та Англія — Індонезія — 2:2.

## 3 тур
Угорці переконливо переграли шведів (3:1). СРСР переміг команду Австрії.
Результати деяких інших поєдинків туру: Чехословаччина — Філіппіни — 1,5:2,5, Данія — Індія і Венесуела — Зімбабве — 2:2.
Становище команд після 3 турів:
- 1. Угорщина — 10,5;
- 2. Ізраїль — 10;
- 3—6. Польща — 9,5;
- 3—6. СРСР — 9,5;
- 3—6. США — 9,5;
- 3—6. Югославія — 9,5;

## 4 тур
Центральним поєдинком 4-го туру був матч СРСР — Югославія. Після гострої боротьби перемогла команда СРСР. Партії Карпов — Любоєвич, Геллер — Парма, Балашов — Кураїца закінчилися внічию. Каспаров красиво переміг Мар'яновича. Це була третя перемога молодого бакинця. З таким самим рахунком угорці перемогли ізраїльтян і продовжували лідирувати.

## 5 тур
Після першого вихідного 25 листопада відбувся 5-й тур. Збірна СРСР зіграла внічию з болгарами (2:2) Відносна невдача шахістів СРСР дала можливість угорським шахістам, які перемогли команду США (3:1), збільшити розрив до двох очок.
Становище команд після 5 турів:
- 1. Угорщина — 16;
- 2—4. Англія — 14,5;
- 2—4. Болгарія — 14,5;
- 2—4. Швеція — 14,5;
- 5. СРСР — 14.

## 6 тур
В угорській збірній у матчі з англійцями відзначилися Портіш і Ріблі, але зазнав поразки Фараго від Спілмена, у підсумку — 2,5:1,5.
Радянська команда скоротила відставання від угорців на півочка, перемігши голландських шахістів. Перемоги здобули Балашов і Каспаров, Карпов і Геллер закінчили свої партії внічию.

## 7 тур
Сьомим туром закінчилась перша половина турніру. В центрі уваги — матч Угорщина — СРСР. Спеціально до цього матчу організатори в одному з приміщень встановили чотири демонстраційні шахівниці. Інтерес у глядачів був великий: адже зустрічалися дві найсильніші команди світу. Однак справжньої боротьби не вийшло. Команди грали дуже обережно, внаслідок чого на всіх шахівницях було зафіксовано нічиї. Важливу перемогу здобули югослави над шведами (3:1) і вийшли на друге місце. Команда Індії зіграла внічию з аргентинцями.

## 8 тур
Зустріч угорської збірної з югославами закінчилася внічию на всіх шахівницях. Команда СРСР обіграла англійців. Вирішальне очко здобув Каспаров у партії із Спілменом. Якось непомітно проникли в групу лідерів фінські шахісти. Після 7-го туру вони ділили третє - четверте місце з збірною СРСР, після нічиєї з болгарами у 8-му турі утримались на четвертому місці, що було справжньою сенсацією.

## 9 тур
Саме шахістів Суомі звів комп'ютер у 9-му турі з лідерами турніру. Угорська команда мала реальну можливість збільшити відрив від радянської збірної, яка зустрічалася із сильною командою Чехословаччини. Свого шансу угорці не упустили: лише Ріблі зіграв внічию з Рантаненом, решта здобула перемоги. Команда СРСР не змогла подолати опір своїх суперників. Карпов виграв у Горта, але Полугаєвський у цейтноті програв Смейкалу. Партії Таля і Геллера закінчилися внічию. За 5 турів до закінчення XXIV Олімпіади угорська команда випереджала радянську на 2,5 очка. Створювалося враження, що доля Кубка Гамільтона-Рассела практично уже була вирішена.
- 1. Угорщина — 26;
- 2. Югославія — 24;
- 3. СРСР — 23,5;
- 4—7. Болгарія — 22,5;
- 4—7. Голландія — 22,5;
- 4—7. Ісландія — 22,5;
- 4—7. Чехословаччина — 22,5.

## 10 тур

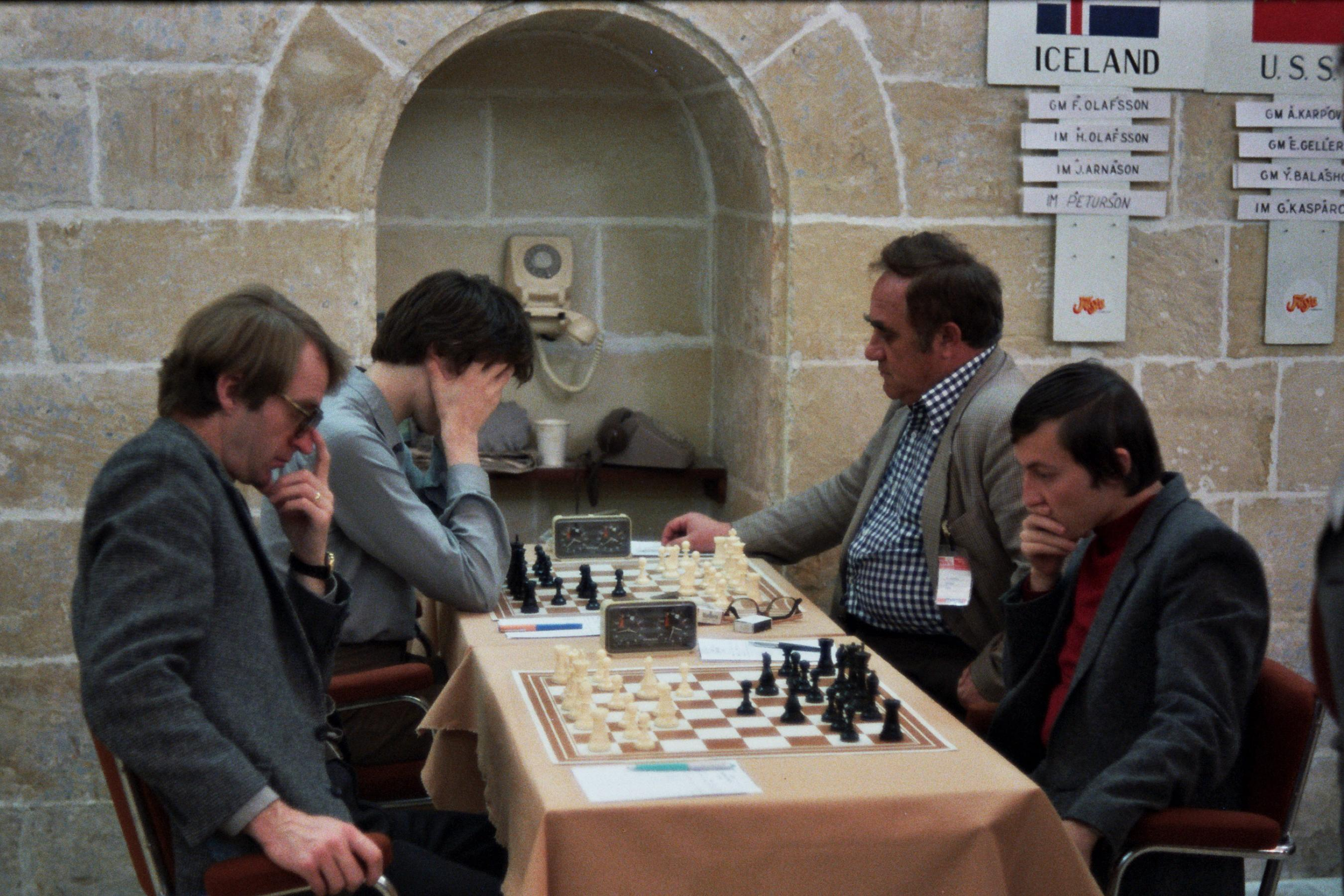
Олімпійський чемпіон серед чоловіків Анатолій Карпов грає проти президента ФІДЕ Фридріка Олафссона

Однак уже наступний десятий тур різко змінив ситуацію. В цьому турі комп'ютер був доброзичливо «налаштований» до радянської команди, вибравши їй суперником молоду ісландську команду, яка пробилась в групу лідерів завдяки переконливій перемозі (3,5:0,5) у 9-му турі над шахістами Індії.
Тепер уже в команди СРСР з'явились шанси поліпшити своє турнірне становище. Загальний інтерес у цьому матчі привернула зустріч чемпіона світу з президентом ФІДЕ. Дебют партії був за Карповим (чорні). Чемпіон світу грав дуже впевнено і його суперник все більше задумувавсь над своєю позицією. Вона в білих була уже складною, коли на годиннику Олафссона загрозливо піднявсь прапорець. Однак той довго не чекав і поздоровив чемпіона з перемогою. Отже, чемпіон світу взяв реванш у «граючого» президента за свою поразку місяць тому на турнірі в Буенос-Айресі. Успіх лідера підтримала вся команда СРСР: перемогли своїх суперників Геллер і Каспаров. Балашов зіграв внічию з Арнассоиом. 
А от угорці в матчі з голландцями добилися лише нічиєї. Переконлива перемога шахістів СРСР дала їй можливість зайняти другий рядок в таблиці (27 очок). Вона на очко відставала від лідера і на стільки ж випереджала югославську збірну.

## 11 тур

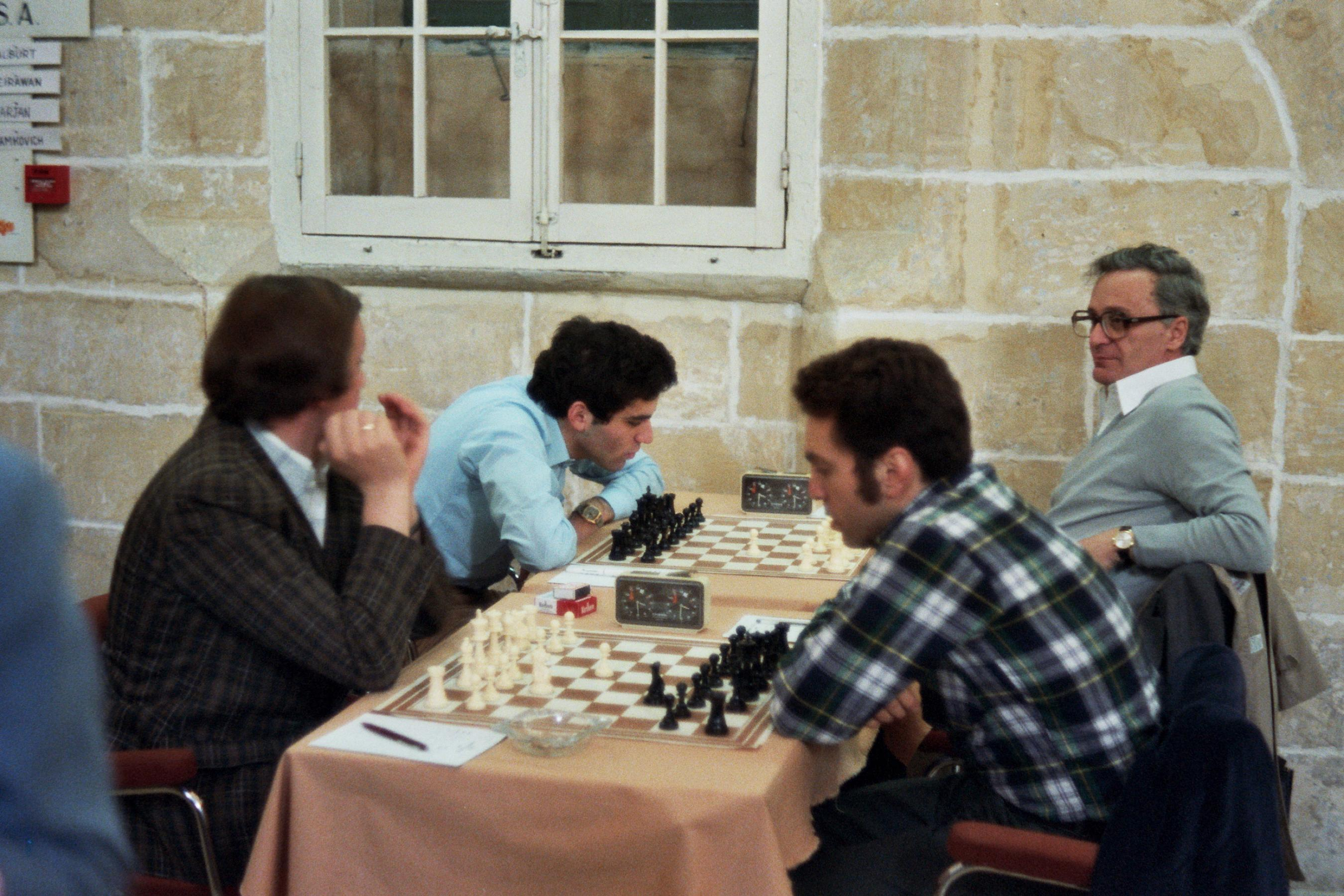
Матч СРСР — США, дошки 3 та 4: Ю. Балашов — Дж. Тарджан, Г. Каспаров — Л. Шамкович

В 11-му турі відстань між лідерами скорочується до мінімуму. Угорські шахісти закінчили всі свої партії з командою Чехословаччини внічию. Збірна СРСР обіграла команду США — 2,5:1,5. 
З рахунком 3:1 аргентинці перемогли філіппінців. Аргентинець Кінтерос, який не дуже вдало виступив на XXIV Олімпіаді, завдав першої поразки Торре, що досі лідирував на 1-й шахівниці (8,5 з 10). Ця поразка у підсумку позбавила філіппінця золотої медалі в індивідуальному заліку.

## 12 тур
У 12-му турі суперниками угорської збірної були шахісти Румунії, СРСР — команда Аргентини. Матч для радянської команди склавсь вдало. Чемпіон світу здобув перемогу над Кінтеросом (четверту підряд на турнірі), Балашов — над Дебарнотом, а Каспаров виграв свою восьму партію, цього разу в Джіарделі, Геллер зіграв внічию з Рубінетті. Рішучий спурт команди СРСР в 10—12-му турах увінчався успіхом: вперше команда наздогнала угорських шахістів. Це стало відомо після того, як угорці перемогли румунську збірну з рахунком 3:1. На турнірі настало двовладдя: обидві команди мали по 33 очка. Югослави обіграли ісландців 3:1 і закріпилися на третьому місці (31 очко). Матчі Англія — Голландія і Чехословаччина — Болгарія закінчились з рахунком 2,5:1,5. Це дало можливість команді США після перемоги над італійцями перейти з 16-го на 4-те місце.

## 13 тур
У центрі уваги 13-го туру були поєдинки СРСР — Румунія і Угорщина — Болгарія. Обидва матчі закінчились перемогами лідерів з однаковим рахунком. Двовладдя тривало. Напружена боротьба точилася за наступні місця і насамперед за бронзові медалі. Матчі основних претендентів на «бронзу» Югославія — Аргентина, США — Чехословаччина та Англія — Швеція закінчилися внічию. Не пофартило голландській команді, яка програла ісландцям, і навпаки, вдало грали датчани в матчі з командою ФРН, що вивело їх на сьоме місце. Ось становище команд перед заключним туром:
- 1—2. Угорщина — 35,5;
- 1—2. СРСР — 35,5;
- 3. Югославія — 33;
- 4. США — 31,5;
- 5—6. Англія — 31;
- 5—6. Чехословаччина — 31.

## 14 тур
На олімпіадах, що гралися за швейцарською системою, місця команд, які набрали однакову кількість очок, визначалися за системою шахового математика Бухгольца. Однак доля першого місця за цією системою ще ніколи не вирішувалася. І ось вперше така ситуація назрівала на XXIV Олімпіаді. Перед останнім туром сума очок, набраних попередніми суперниками команди СРСР, перевищувала на 0,5 очка суму очок суперників угорської збірної (в цьому вся ідея системи Бухгольца). Наскільки примарною була ця перевага свідчить те, що після 12-го туру, коли радянська команда вперше наздогнала угорських шахістів, то останні мали коефіцієнт «бухгольц» на 4 очка кращий. Таким чином, доля першого місця перебувала не тільки в руках претендентів на перемогу в турнірі, вона залежала і від випадкових прорахунків окремих шахістів з інших команд.
У такій напруженій ситуації і відбувся заключний тур, в якому суперниками команди СРСР були датські шахісти, а угорської — ісландські. Та частина ігрової площі, на якій було встановлено столики учасників цих двох матчів, була відгороджена не тільки від глядачів, а й від шахістів інших команд: дуже великий інтерес був до фаворитів. Тільки демонстратори снували через натовп до демонстраційних шахівниць. Спочатку події розгорталися на користь угорської команди. На 4-й шахівниці Пінтер швидко переграв 17-річного Хьяртарссона. Незабаром ветеран збірної СРСР Геллер зрівняв рахунок, здобувши перемогу над Хої. Однак в решті партій перевага була на боці угорської команди. Портіш виводить свою команду вперед, оскільки Каспаров погодився на нічию з Хансеном.
Перед самим контролем перемогли своїх суперників Балашов (Феддера) і Ріблі (Арнассона), і команди пішли на двогодинну перерву з перевагою угорської збірної в півочка. Хоча, перед самою перервою помилився Сакс і потрапив під вічний шах. Нічийний результат його поєдинку з Петурссоном не викликав сумнівів. Відкладена партія Карпов — Якобсен залишилась приблизно рівною із зайвим пішаком у туровому закінченні у чемпіона світу. Від результату цієї партії багато в чому залежала доля першого місця. Але не зовсім. Якщо переможе Карпов, команда СРСР набере однакову кількість очок з угорцями, і тоді все вирішить «бухгольц». У зв'язку з цим несподівано важливе значення мав матч команд Греції і Шотландії, які посідали скромні місця в четвертому десятку. Цей матч був перерваний з рахунком 1,5:0,5 на користь грецьких майстрів. У відкладених партіях Макропулос — Свансон і Трікаліотіс — Боннер перевага була на боці греків. Такий перебіг подій був на користь команди СРСР. Виграш команди Греції з будь-яким рахунком і, звичайно, перемога Карпова виводили радянську збірну на перше місце. Однак багато хто сумнівався в перемозі Карпова в майже теоретично нічийній відкладеній партії.
Під час догравання Карпов підтвердив свій клас чемпіона світу. Він став справжнім героєм цього хвилюючого вечора. За допомогою нібито простих ходів Карпов поступово обіграв свого суперника і приніс справді «золоте» очко команді СРСР. На той час вже був відомий результат матчу Греція — Шотландія — 3,5:0,5. Все з'ясувалося: радянські й угорські шахісти набрали однакову кількість очок (39), але коефіцієнт Бухгольца в збірної СРСР був на 1,5 очка кращий. Збірна СРСР — чемпіон світу.
Напружена боротьба лідерів залишила в тіні решту матчів заключного туру. Володар бронзових нагород визначився рівно через півтори години після початку туру. Ним стала югославська команда, яка закінчила на всіх шахівницях партії внічию з румунськими шахістами.

## Підсумок
Як і очікувалося, відмінно виступила сильна, добре організована угорська команда. Більше року вона готувалася до XXIV Олімпіади за спеціальним планом і була близька, щоб повторити успіх Буенос-Айреса — 78. Але сильна гра збірної СРСР на фініші примусила нервувати угорських шахістів. Вони в ряді матчів виявили зайву обережність і розгубили свою велику стартову перевагу.
Значний крок вперед зробила оновлена югославська команда. Після невдачі на XXIII Олімпіаді вона зуміла завоювати бронзові медалі.

### Підсумкова таблиця
- М — місце.
- Б — Коефіцієнт Бухгольца
- Очки — сума набраних очок усіма шахістами (1 за перемогу шахіста, ½ за нічию, 0 — за поразку);
- КО — неофіційні командні очки, набрані всією командою (2 за перемогу команди, 1 — нічия, 0 — поразка).
- Курсивом — місце суперника.
- ( ) — сума набраних очок в матчі всіма шахістами.

| М   | Команда                         | Очки | Б   | КО | +  | = | -  | 1         | 2          | 3          | 4         | 5         | 6         | 7          | 8          | 9         | 10         | 11        | 12         | 13         | 14        |
| --- | ------------------------------- | ---- | --- | -- | -- | - | -- | --------- | ---------- | ---------- | --------- | --------- | --------- | ---------- | ---------- | --------- | ---------- | --------- | ---------- | ---------- | --------- |
| 1   | СРСР                            | 39   | 450 | 25 | 11 | 3 | 0  | 28 : (2½) | 27 : (3½)  | 21 : (3½)  | 3 : (2½)  | 19 : (2)  | 10 : (3)  | 2 : (2)    | 6 : (2½)   | 5 : (2)   | 23 : (3½)  | 4 : (2½)  | 14 : (3½)  | 11 : (2½)  | 16 : (3½) |
| 2   | Угорщина                        | 39   | 448 | 24 | 10 | 4 | 0  | 51 : (4)  | 24 : (3½)  | 12 : (3)   | 8 : (2½)  | 4 : (3)   | 6 : (2½)  | 1 : (2)    | 3 : (2)    | 20 : (3½) | 10 : (2)   | 5 : (2)   | 11 : (3)   | 19 : (2½)  | 23 : (3½) |
| 3   | Югославія                       | 35   | 448 | 21 | 8  | 5 | 1  | 58 : (3½) | 49 : (3½)  | 19 : (2½)  | 1 : (1½)  | 15 : (2½) | 4 : (3)   | 12 : (3)   | 2 : (2)    | 6 : (2½)  | 5 : (2)    | 10 : (2)  | 23 : (3)   | 14 : (2)   | 11 : (2)  |
| 4   | США                             | 34   | 448 | 17 | 7  | 3 | 4  | 44 : (4)  | 36 : (2)   | 37 : (3½)  | 13 : (3)  | 2 : (1)   | 3 : (1)   | 15 : (2½)  | 7 : (1½)   | 51 : (3½) | 14 : (2)   | 1 : (1½)  | 22 : (4)   | 5 : (2)    | 6 : (2½)  |
| 5   | Чехословаччина                  | 33   | 455 | 19 | 7  | 5 | 2  | 41 : (3)  | 17 : (3)   | 15 : (1½)  | 31 : (3)  | 7 : (3)   | 32 : (3)  | 6 : (1½)   | 12 : (2½)  | 1 : (2)   | 3 : (2)    | 2 : (2)   | 19 : (2½)  | 4 : (2)    | 10 : (2)  |
| 6   | Англія                          | 32½  | 453 | 17 | 7  | 3 | 4  | 48 : (4)  | 45 : (2)   | 36 : (3)   | 7 : (3)   | 8 : (2½)  | 2 : (1½)  | 5 : (2½)   | 1 : (1½)   | 3 : (1½)  | 20 : (3)   | 19 : (2)  | 10 : (2½)  | 12 : (2)   | 4 : (1½)  |
| 7   | Польща                          | 32½  | 424 | 18 | 7  | 4 | 3  | 65 : (4)  | 33 : (2½)  | 31 : (3)   | 6 : (1)   | 5 : (1)   | 46 : (2)  | 40 : (3½)  | 4 : (2½)   | 11 : (1)  | 16 : (2)   | 34 : (2)  | 13 : (3)   | 15 : (2)   | 19 : (3)  |
| 8   | Ізраїль                         | 32   | 439 | 16 | 7  | 2 | 5  | 47 : (4)  | 9 : (3)    | 14 : (3)   | 2 : (1½)  | 6 : (1½)  | 15 : (2)  | 19 : (1½)  | 17 : (2)   | 32 : (3)  | 13 : (2½)  | 11 : (1)  | 16 : (1½)  | 24 : (3)   | 12 : (2½) |
| 9   | Канада                          | 32   | 411 | 15 | 6  | 3 | 5  | 72 : (3½) | 8 : (1)    | 24 : (1½)  | 42 : (4)  | 35 : (3)  | 26 : (3)  | 20 : (1)   | 10 : (1½)  | 25 : (1½) | 31 : (2)   | 51 : (2)  | 32 : (2)   | 33 : (3½)  | 14 : (2½) |
| 10  | Нідерланди                      | 31½  | 450 | 17 | 7  | 3 | 4  | 40 : (2½) | 16 : (1½)  | 44 : (2½)  | 43 : (4)  | 11 : (2½) | 1 : (1)   | 25 : (3)   | 9 : (2½)   | 12 : (3)  | 2 : (2)    | 3 : (2)   | 6 : (1½)   | 23 : (1½)  | 5 : (2)   |
| 11  | Румунія                         | 31½  | 438 | 18 | 7  | 4 | 3  | 63b : (2) | 59 : (3½)  | 34 : (2½)  | 39 : (2½) | 10 : (1½) | 21 : (2)  | 24 : (2½)  | 32 : (2½)  | 7 : (3)   | 19 : (2)   | 8 : (3)   | 2 : (1)    | 1 : (1½)   | 3 : (2)   |
| 12  | Швеція                          | 31½  | 434 | 15 | 6  | 3 | 5  | 57 : (3½) | 56 : (4)   | 2 : (1)    | 26 : (3)  | 20 : (3)  | 19 : (3)  | 3 : (1)    | 5 : (1½)   | 10 : (1)  | 34 : (2)   | 22 : (2)  | 38 : (3)   | 6 : (2)    | 8 : (1½)  |
| 13  | Куба                            | 31½  | 425 | 16 | 8  | 0 | 6  | 30 : (3½) | 21 : (2½)  | 45 : (3)   | 4 : (1)   | 17 : (1½) | 22 : (2½) | 34 : (3)   | 38 : (3)   | 19 : (1½) | 8 : (1½)   | 16 : (1½) | 7 : (1)    | 51 : (3)   | 26 : (3)  |
| 14  | Аргентина                       | 31   | 439 | 16 | 6  | 4 | 4  | 61 : (4)  | 18 : (3½)  | 8 : (1)    | 20 : (1)  | 39 : (2½) | 25 : (2)  | 35 : (2)   | 22 : (3)   | 17 : (2½) | 4 : (2)    | 15 : (3½) | 1 : (½)    | 3 : (2)    | 9 : (1½)  |
| 15  | Філіппіни                       | 31   | 431 | 15 | 6  | 3 | 5  | 53 : (3)  | 22 : (3)   | 5 : (2½)   | 32 : (3)  | 3 : (1½)  | 8 : (2)   | 4 : (1½)   | 23 : (1½)  | 26 : (1½) | 46 : (4)   | 14 : (½)  | 36 : (3)   | 7 : (2)    | 20 : (2)  |
| 16  | Данія                           | 31   | 428 | 19 | 7  | 5 | 2  | 52 : (3)  | 10 : (2½)  | 35 : (2)   | 17 : (1½) | 47 : (3)  | 34 : (2)  | 33 : (2)   | 24 : (2½)  | 38 : (2)  | 7 : (2)    | 13 : (2½) | 8 : (2½)   | 25 : (3)   | 1 : (½)   |
| 17  | Франція                         | 31   | 415 | 17 | 7  | 3 | 4  | 73 : (3½) | 5 : (1)    | 27 : (3)   | 16 : (2½) | 13 : (2½) | 20 : (½)  | 45 : (3½)  | 8 : (2)    | 14 : (1½) | 51 : (1½)  | 24 : (2)  | 37 : (2½)  | 31 : (2)   | 34 : (3)  |
| 18  | Уельс                           | 31   | 395 | 14 | 6  | 2 | 6  | 80 : (4)  | 14 : (½)   | 25 : (1½)  | 21 : (1)  | 28 : (1½) | 64 : (3)  | 49 : (3½)  | 39 : (2)   | 24 : (1½) | 45 : (3)   | 38 : (1½) | 44 : (3½)  | 20 : (2)   | 31 : (2½) |
| 19  | Болгарія                        | 30½  | 454 | 14 | 5  | 4 | 5  | 43 : (4)  | 46 : (3½)  | 3 : (1½)   | 23 : (3½) | 1 : (2)   | 12 : (1)  | 8 : (2½)   | 20 : (2)   | 13 : (2½) | 11 : (2)   | 6 : (2)   | 5 : (1½)   | 2 : (1½)   | 7 : (1)   |
| 20  | Фінляндія                       | 30½  | 431 | 16 | 5  | 6 | 3  | 75 : (3)  | 25 : (2)   | 33 : (3½)  | 14 : (3)  | 12 : (1)  | 17 : (3½) | 9 : (3)    | 19 : (2)   | 2 : (½)   | 6 : (1)    | 36 : (2)  | 26 : (2)   | 18 : (2)   | 15 : (2)  |
| 21  | Австрія                         | 30½  | 414 | 16 | 7  | 2 | 5  | 78 : (4)  | 13 : (1½)  | 1 : (½)    | 18 : (3)  | 36 : (2½) | 11 : (2)  | 46 : (2½)  | 35 : (1)   | 31 : (1½) | 44 : (3)   | 33 : (1½) | 27 : (2½)  | 38 : (3)   | 25 : (2)  |
| 22  | Італія                          | 30½  | 409 | 16 | 7  | 2 | 5  | 74 : (4)  | 15 : (1)   | 40 : (2½)  | 48 : (2½) | 26 : (1½) | 13 : (1½) | 56 : (3)   | 14 : (1)   | 45 : (2½) | 35 : (4)   | 12 : (2)  | 4 : (0)    | 32 : (2)   | 41 : (3)  |
| 23  | Ісландія                        | 30   | 435 | 18 | 8  | 2 | 4  | 54 : (3½) | 38 : (3½)  | 26 : (2)   | 19 : (½)  | 46 : (2½) | 24 : (2½) | 51 : (2)   | 15 : (2½)  | 35 : (3½) | 1 : (½)    | 25 : (3)  | 3 : (1)    | 10 : (2½)  | 2 : (½)   |
| 24  | Норвегія                        | 30   | 422 | 15 | 6  | 3 | 5  | 79 : (4)  | 2 : (½)    | 9 : (2½)   | 40 : (2)  | 31 : (3½) | 23 : (1½) | 11 : (1½)  | 16 : (1½)  | 18 : (2½) | 33 : (2)   | 17 : (2)  | 39 : (3)   | 8 : (1)    | 32 : (2½) |
| 25  | ФРН                             | 30   | 420 | 17 | 7  | 3 | 4  | 42 : (3)  | 20 : (2)   | 18 : (2½)  | 35 : (1½) | 51 : (3)  | 14 : (2)  | 10 : (1)   | 37 : (3½)  | 9 : (2½)  | 26 : (2½)  | 23 : (1)  | 34 : (2½)  | 16 : (1)   | 21 : (2)  |
| 26  | Іспанія                         | 30   | 417 | 16 | 7  | 2 | 5  | 62 : (4)  | 29 : (3)   | 23 : (2)   | 12 : (1)  | 22 : (2½) | 9 : (1)   | 39 : (3)   | 51 : (1½)  | 15 : (2½) | 25 : (1½)  | 31 : (2½) | 20 : (2)   | 34 : (2½)  | 13 : (1)  |
| 27  | Греція                          | 30   | 403 | 14 | 6  | 2 | 6  | 76 : (3½) | 1 : (½)    | 17 : (1)   | 54 : (3)  | 33 : (1½) | 29 : (1½) | 30 : (2½)  | 56 : (2)   | 42 : (2)  | 41 : (2½)  | 59 : (3½) | 21 : (1½)  | 45 : (1½)  | 51 : (3½) |
| 28  | Венесуела                       | 30   | 400 | 15 | 6  | 3 | 5  | 1 : (1½)  | 42 : (1½)  | 62 : (2)   | 59 : (2)  | 18 : (2½) | 58 : (2½) | 57 : (1½)  | 44 : (2)   | 50 : (3½) | 32 : (1½)  | 39 : (1)  | 43 : (2½)  | 49 : (3½)  | 36 : (2½) |
| 29  | Бразилія                        | 30   | 397 | 16 | 7  | 2 | 5  | 68 : (3½) | 26 : (1)   | 41 : (2½)  | 46 : (1)  | 30 : (1½) | 27 : (2½) | 47 : (3)   | 34 : (1)   | 58 : (3)  | 39 : (2½)  | 32 : (2)  | 33 : (1½)  | 37 : (2)   | 45 : (3)  |
| 30  | Сирія                           | 30   | 395 | 16 | 7  | 2 | 5  | 13 : (½)  | 50 : (2)   | 63b : (3½) | 33 : (1½) | 29 : (2½) | 45 : (1)  | 27 : (1½)  | 62 : (2½)  | 43 : (2½) | 54 : (3½)  | 37 : (1½) | 35 : (2)   | 56 : (3)   | 42 : (2½) |
| 31  | Швейцарія                       | 29½  | 414 | 15 | 6  | 3 | 5  | 67 : (4)  | 35 : (2½)  | 7 : (1)    | 5 : (1)   | 24 : (½)  | 60 : (3½) | 44 : (3)   | 33 : (2)   | 21 : (2½) | 9 : (2)    | 26 : (1½) | 51 : (2½)  | 17 : (2)   | 18 : (1½) |
| 32  | Колумбія                        | 29   | 419 | 13 | 4  | 5 | 5  | 66 : (4)  | 34 : (2½)  | 39 : (2)   | 15 : (1)  | 45 : (4)  | 5 : (1)   | 38 : (2)   | 11 : (1½)  | 8 : (1)   | 28 : (2½)  | 29 : (2)  | 9 : (2)    | 22 : (2)   | 24 : (1½) |
| 33  | Албанія                         | 29   | 416 | 16 | 6  | 4 | 4  | 71 : (3½) | 7 : (1½)   | 20 : (½)   | 30 : (2½) | 27 : (2½) | 43 : (3½) | 16 : (2)   | 31 : (2)   | 36 : (1½) | 24 : (2)   | 21 : (2½) | 29 : (2½)  | 9 : (½)    | 38 : (2)  |
| 34  | Австралія                       | 29   | 411 | 12 | 4  | 4 | 6  | 77 : (3½) | 32 : (1½)  | 11 : (1½)  | 61 : (3)  | 44 : (2)  | 16 : (2)  | 13 : (1)   | 29 : (3)   | 57 : (3½) | 12 : (2)   | 7 : (2)   | 25 : (1½)  | 26 : (1½)  | 17 : (1)  |
| 35  | Індія                           | 29   | 410 | 16 | 6  | 4 | 4  | 69 : (4)  | 31 : (1½)  | 16 : (2)   | 25 : (2½) | 9 : (1)   | 57 : (3)  | 14 : (2)   | 21 : (3)   | 23 : (½)  | 22 : (0)   | 47 : (3)  | 30 : (2)   | 39 : (2½)  | 37 : (2)  |
| 36  | Чилі                            | 29   | 409 | 14 | 5  | 4 | 5  | 63 : (4)  | 4 : (2)    | 6 : (1)    | 51 : (2)  | 21 : (1½) | 40 : (1)  | 59 : (3½)  | 46 : (2½)  | 33 : (2½) | 38 : (2)   | 20 : (2)  | 15 : (1)   | 42 : (2½)  | 28 : (1½) |
| 37  | Мексика                         | 29   | 396 | 17 | 7  | 3 | 4  | 60 : (2½) | 63b : (3½) | 4 : (½)    | 47 : (2)  | 57 : (1½) | 48 : (3)  | 41 : (2½)  | 25 : (½)   | 56 : (2½) | 59 : (2½)  | 30 : (2½) | 17 : (1½)  | 29 : (2)   | 35 : (2)  |
| 38  | КНР                             | 28½  | 412 | 14 | 5  | 4 | 5  | 50 : (4)  | 23 : (½)   | 46 : (1½)  | 41 : (2½) | 48 : (3½) | 44 : (3)  | 32 : (2)   | 13 : (1)   | 16 : (2)  | 36 : (2)   | 18 : (2½) | 12 : (1)   | 21 : (1)   | 33 : (2)  |
| 39  | Португалія                      | 28½  | 406 | 14 | 6  | 2 | 6  | 59 : (2½) | 60 : (3½)  | 32 : (2)   | 11 : (1½) | 14 : (1½) | 47 : (2½) | 26 : (1)   | 18 : (2)   | 41 : (2½) | 29 : (1½)  | 28 : (3)  | 24 : (1)   | 35 : (1½)  | 48 : (2½) |
| 40  | Бельгія                         | 28½  | 395 | 14 | 5  | 4 | 5  | 10 : (1½) | 52 : (3½)  | 22 : (1½)  | 24 : (2)  | 56 : (2)  | 36 : (3)  | 7 : (½)    | 45 : (½)   | 60 : (3)  | 57 : (2)   | 43 : (2)  | 49 : (2½)  | 48 : (1)   | 61 : (3½) |
| 41  | Ірландія                        | 28½  | 392 | 11 | 5  | 1 | 8  | 5 : (1)   | 73 : (3½)  | 29 : (1½)  | 38 : (1½) | 53 : (3)  | 56 : (1½) | 37 : (1½)  | 69 : (3)   | 39 : (1½) | 27 : (1½)  | 61 : (3)  | 42 : (2)   | 46 : (3)   | 22 : (1)  |
| 42  | Таїланд                         | 28½  | 390 | 14 | 5  | 4 | 5  | 25 : (1)  | 28 : (2½)  | 67 : (3)   | 9 : (0)   | 59 : (2)  | 53 : (2)  | 73 : (4)   | 57 : (1½)  | 27 : (2)  | 56 : (3)   | 45 : (2½) | 41 : (2)   | 36 : (1½)  | 30 : (1½) |
| 43  | Пакистан                        | 28½  | 373 | 15 | 6  | 3 | 5  | 19 : (0)  | 81 : (4)   | 58 : (2½)  | 10 : (0)  | 74 : (4)  | 33 : (½)  | 52 : (2)   | 48 : (2)   | 30 : (1½) | 71 : (3)   | 40 : (2)  | 28 : (1½)  | 57 : (2½)  | 56 : (3)  |
| 44  | Домініканська Республіка        | 28   | 399 | 13 | 5  | 3 | 6  | 4 : (0)   | 76 : (4)   | 10 : (1½)  | 62 : (4)  | 34 : (2)  | 38 : (1)  | 31 : (1)   | 28 : (2)   | 48 : (3)  | 21 : (1)   | 58 : (3)  | 18 : (½)   | 59 : (3)   | 46 : (2)  |
| 45  | Індонезія                       | 28   | 398 | 13 | 6  | 1 | 7  | 81 : (4)  | 6 : (2)    | 13 : (1)   | 56 : (3)  | 32 : (0)  | 30 : (3)  | 17 : (½)   | 40 : (3½)  | 22 : (1½) | 18 : (1)   | 42 : (1½) | 62 : (3½)  | 27 : (2½)  | 29 : (1)  |
| 46  | Монголія                        | 27½  | 403 | 13 | 5  | 3 | 6  | 70 : (4)  | 19 : (½)   | 38 : (2½)  | 29 : (3)  | 23 : (1½) | 7 : (2)   | 21 : (1½)  | 36 : (1½)  | 47 : (3)  | 15 : (0)   | 57 : (3)  | 56 : (2)   | 41 : (1)   | 44 : (2)  |
| 47  | Парагвай                        | 27½  | 387 | 12 | 5  | 2 | 7  | 8 : (0)   | 66 : (4)   | 72 : (3½)  | 37 : (2)  | 16 : (1)  | 39 : (1½) | 29 : (1)   | 52 : (3½)  | 46 : (1)  | 58 : (2)   | 35 : (1)  | 59 : (1½)  | 55 : (3)   | 53 : (2½) |
| 48  | Туреччина                       | 27½  | 385 | 13 | 5  | 3 | 6  | 6 : (0)   | 79 : (4)   | 54 : (3)   | 22 : (1½) | 38 : (½)  | 37 : (1)  | 61 : (3½)  | 43 : (2)   | 44 : (1)  | 49 : (2)   | 60 : (2)  | 58 : (2½)  | 40 : (3)   | 39 : (1½) |
| 49  | Малайзія                        | 27½  | 378 | 15 | 6  | 3 | 5  | 64 : (3½) | 3 : (½)    | 56 : (0)   | 60 : (2)  | 54 : (2½) | 71 : (3)  | 18 : (½)   | 61 : (2)   | 69 : (2½) | 48 : (2)   | 63 : (3)  | 40 : (1½)  | 28 : (½)   | 72 : (4)  |
| 50  | Тринідад і Тобаго               | 27½  | 371 | 17 | 7  | 3 | 4  | 38 : (0)  | 30 : (2)   | 52 : (2½)  | 72 : (3)  | 61 : (3)  | 51 : (0)  | 62 : (2½)  | 59 : (2)   | 28 : (½)  | 60 : (1½)  | 64 : (3)  | 67 : (3)   | 58 : (2)   | 57 : (2½) |
| 51  | Шотландія                       | 27   | 424 | 13 | 5  | 3 | 6  | 2 : (0)   | 69 : (3½)  | 64 : (4)   | 36 : (2)  | 25 : (1)  | 50 : (4)  | 23 : (2)   | 26 : (2½)  | 4 : (½)   | 17 : (2½)  | 9 : (2)   | 31 : (1½)  | 13 : (1)   | 27 : (½)  |
| 52  | Японія                          | 27   | 373 | 15 | 7  | 1 | 6  | 16 : (1)  | 40 : (½)   | 50 : (1½)  | 66 : (3)  | 63 : (1½) | 65 : (3½) | 43 : (2)   | 47 : (½)   | 55 : (2½) | 53 : (½)   | 70 : (2½) | 63b : (2½) | 62 : (3)   | 59 : (2½) |
| 53  | Гаяна                           | 26½  | 369 | 13 | 6  | 1 | 7  | 15 : (1)  | 74 : (2½)  | 61 : (1)   | 67 : (3)  | 41 : (1)  | 42 : (2)  | 58 : (1)   | 63 : (1)   | 77 : (3½) | 52 : (3½)  | 56 : (½)  | 54 : (2½)  | 60 : (2½)  | 47 : (1½) |
| 54  | Люксембург                      | 26½  | 369 | 12 | 5  | 2 | 7  | 23 : (½)  | 78 : (3½)  | 48 : (1)   | 27 : (1)  | 49 : (1½) | 55 : (4)  | 69 : (2)   | 58 : (1)   | 63 : (2½) | 30 : (½)   | 63b : (2) | 53 : (1½)  | 71 : (3)   | 60 : (2½) |
| 55  | Алжир                           | 26½  | 351 | 14 | 6  | 2 | 6  | 56 : (½)  | 64 : (1)   | 68 : (1½)  | 76 : (2½) | 67 : (2½) | 54 : (0)  | 65 : (2½)  | 75 : (3)   | 52 : (1½) | 74 : (2)   | 69 : (2)  | 66 : (3)   | 47 : (1)   | 73 : (3½) |
| 56  | Нова Зеландія                   | 26   | 401 | 11 | 4  | 3 | 7  | 55 : (3½) | 12 : (0)   | 49 : (4)   | 45 : (1)  | 40 : (2)  | 41 : (2½) | 22 : (1)   | 27 : (2)   | 37 : (1½) | 42 : (1)   | 53 : (3½) | 46 : (2)   | 30 : (1)   | 43 : (1)  |
| 57  | Ліван                           | 26   | 390 | 14 | 6  | 2 | 6  | 12 : (½)  | 65 : (2)   | 71 : (3½)  | 58 : (2½) | 37 : (2½) | 35 : (1)  | 28 : (2½)  | 42 : (2½)  | 34 : (½)  | 40 : (2)   | 46 : (1)  | 63 : (2½)  | 43 : (1½)  | 50 : (1½) |
| 58  | Туніс                           | 26   | 388 | 10 | 3  | 4 | 7  | 3 : (½)   | 75 : (3½)  | 43 : (1½)  | 57 : (1½) | 60 : (2)  | 28 : (1½) | 53 : (3)   | 54 : (3)   | 29 : (1)  | 47 : (2)   | 44 : (1)  | 48 : (1½)  | 50 : (2)   | 63 : (2)  |
| 59  | Єгипет                          | 25½  | 391 | 11 | 4  | 3 | 7  | 39 : (1½) | 11 : (½)   | 63 : (3)   | 28 : (2)  | 42 : (2)  | 62 : (3)  | 36 : (½)   | 50 : (2)   | 73 : (4)  | 37 : (1½)  | 27 : (½)  | 47 : (2½)  | 44 : (1)   | 52 : (1½) |
| 60  | ОАЕ                             | 25½  | 379 | 13 | 5  | 3 | 6  | 37 : (1½) | 39 : (½)   | 65 : (3)   | 49 : (2)  | 58 : (2)  | 31 : (½)  | 63 : (2½)  | 64 : (2½)  | 40 : (1)  | 50 : (2½)  | 48 : (2)  | 61 : (2½)  | 53 : (1½)  | 54 : (1½) |
| 61  | Мальта                          | 25½  | 377 | 13 | 6  | 1 | 7  | 14 : (0)  | 70 : (3½)  | 53 : (3)   | 34 : (1)  | 50 : (1)  | 63 : (2½) | 48 : (½)   | 49 : (2)   | 63b : (3) | 67 : (3)   | 41 : (1)  | 60 : (1½)  | 69 : (3)   | 40 : (½)  |
| 62  | Зімбабве                        | 25½  | 370 | 11 | 5  | 1 | 8  | 26 : (0)  | 68 : (3½)  | 28 : (2)   | 44 : (0)  | 77 : (4)  | 59 : (1)  | 50 : (1½)  | 30 : (1½)  | 67 : (1)  | 73 : (3½)  | 74 : (3)  | 45 : (½)   | 52 : (1)   | 71 : (3)  |
| 63  | Пуерто-Рико                     | 25½  | 357 | 11 | 4  | 3 | 7  | 36 : (0)  | 71 : (2)   | 59 : (1)   | 78 : (3)  | 52 : (2½) | 61 : (1½) | 60 : (1½)  | 53 : (3)   | 54 : (1½) | 69 : (3)   | 49 : (1)  | 57 : (1½)  | 72 : (2)   | 58 : (2)  |
| 63b | Мальта 2К                       | 25½  | 356 | 14 | 5  | 4 | 5  | 11 : (2)  | 37 : (½)   | 30 : (½)   | 73 : (2)  | 72 : (1)  | 79 : (3)  | 71 : (2½)  | 74 : (2½)  | 61 : (1)  | 70 : (2½)  | 54 : (2)  | 52 : (1½)  | 77 : (2½)  | 66 : (2)  |
| 64  | Ямайка                          | 25½  | 349 | 14 | 6  | 2 | 6  | 49 : (½)  | 55 : (3)   | 51 : (0)   | 79 : (3)  | 69 : (2)  | 18 : (1)  | 72 : (2½)  | 60 : (1½)  | 71 : (1)  | 68 : (2½)  | 50 : (1)  | 73 : (2)   | 78 : (2½)  | 74 : (3)  |
| 65  | Американські Віргінські Острови | 25½  | 333 | 15 | 7  | 1 | 6  | 7 : (0)   | 57 : (2)   | 60 : (1)   | 75 : (1½) | 68 : (2½) | 52 : (½)  | 55 : (1½)  | 81 : (2½)  | 79 : (2½) | 66 : (2½)  | 72 : (1)  | 74 : (2½)  | 80 : (3)   | 69 : (2½) |
| 66  | Гонконг                         | 25   | 349 | 14 | 5  | 4 | 5  | 32 : (0)  | 47 : (0)   | 70 : (2½)  | 52 : (1)  | 76 : (2)  | 78 : (2½) | 68 : (2)   | 77 : (2)   | 72 : (2½) | 65 : (1½)  | 75 : (3)  | 55 : (1)   | 67 : (3)   | 63b : (2) |
| 67  | Гернсі                          | 25   | 345 | 11 | 5  | 1 | 8  | 31 : (0)  | 80 : (3½)  | 42 : (1)   | 53 : (1)  | 55 : (1½) | 74 : (1½) | 76 : (2½)  | 72 : (2½)  | 62 : (3)  | 61 : (1)   | 71 : (2)  | 50 : (1)   | 66 : (1)   | 79 : (3½) |
| 68  | Йорданія                        | 25   | 324 | 10 | 4  | 2 | 8  | 29 : (½)  | 62 : (½)   | 55 : (2½)  | 71 : (1)  | 65 : (1½) | 76 : (2)  | 66 : (2)   | 73 : (½)   | 81 : (3½) | 64 : (1½)  | 80 : (3)  | 69 : (1)   | 79 : (1½)  | 78 : (4)  |
| 69  | Кіпр                            | 24½  | 356 | 10 | 3  | 4 | 7  | 35 : (0)  | 51 : (½)   | 76 : (2)   | 80 : (4)  | 64 : (2)  | 72 : (3)  | 54 : (2)   | 41 : (1)   | 49 : (1½) | 63 : (1)   | 55 : (2)  | 68 : (3)   | 61 : (1)   | 65 : (1½) |
| 70  | Кенія                           | 24½  | 319 | 9  | 3  | 3 | 8  | 46 : (0)  | 61 : (½)   | 66 : (1½)  | 81 : (1½) | 78 : (2)  | 80 : (3½) | 74 : (2)   | 71 : (1)   | 76 : (3)  | 63b : (1½) | 52 : (1½) | 79 : (3)   | 73 : (1½)  | 75 : (2)  |
| 71  | Нігерія                         | 23½  | 361 | 10 | 3  | 4 | 7  | 33 : (½)  | 63 : (2)   | 57 : (½)   | 68 : (3)  | 75 : (2)  | 49 : (1)  | 63b : (1½) | 70 : (3)   | 64 : (3)  | 43 : (1)   | 67 : (2)  | 72 : (2)   | 54 : (1)   | 62 : (1)  |
| 72  | Фарерські острови               | 23½  | 355 | 10 | 4  | 2 | 8  | 9 : (½)   | 77 : (3)   | 47 : (½)   | 50 : (1)  | 63b : (3) | 69 : (1)  | 64 : (1½)  | 67 : (1½)  | 66 : (1½) | 80 : (3)   | 65 : (3)  | 71 : (2)   | 63 : (2)   | 49 : (0)  |
| 73  | Андорра                         | 23½  | 346 | 12 | 5  | 2 | 7  | 17 : (½)  | 41 : (½)   | 77 : (1½)  | 63b : (2) | 79 : (3)  | 75 : (3)  | 42 : (0)   | 68 : (3½)  | 59 : (0)  | 62 : (½)   | 81 : (4)  | 64 : (2)   | 70 : (2½)  | 55 : (½)  |
| 74  | Лівія                           | 23½  | 344 | 12 | 5  | 2 | 7  | 22 : (0)  | 53 : (1½)  | 75 : (2½)  | 77 : (2½) | 43 : (0)  | 67 : (2½) | 70 : (2)   | 63b : (1½) | 78 : (2½) | 55 : (2)   | 62 : (1)  | 65 : (1½)  | 81 : (3)   | 64 : (1)  |
| 75  | Британські Віргінські Острови   | 23½  | 326 | 10 | 3  | 4 | 7  | 20 : (1)  | 58 : (½)   | 74 : (1½)  | 65 : (2½) | 71 : (2)  | 73 : (1)  | 77 : (2)   | 55 : (1)   | 80 : (1½) | 78 : (3)   | 66 : (1)  | 81 : (2½)  | 76 : (2)   | 70 : (2)  |
| 76  | Бермудські Острови              | 23   | 326 | 9  | 1  | 7 | 6  | 27 : (½)  | 44 : (0)   | 69 : (2)   | 55 : (1½) | 66 : (2)  | 68 : (2)  | 67 : (1½)  | 80 : (2)   | 70 : (1)  | 81 : (2)   | 79 : (2)  | 78 : (1½)  | 75 : (2)   | 77 : (3)  |
| 77  | Заїр                            | 23   | 320 | 11 | 4  | 3 | 7  | 34 : (½)  | 72 : (1)   | 73 : (2½)  | 74 : (1½) | 62 : (0)  | 81 : (3)  | 75 : (2)   | 66 : (2)   | 53 : (½)  | 79 : (2½)  | 78 : (2)  | 80 : (3)   | 63b : (1½) | 76 : (1)  |
| 78  | Монако                          | 20½  | 326 | 8  | 3  | 2 | 9  | 21 : (0)  | 54 : (½)   | 80 : (2½)  | 63 : (1)  | 70 : (2)  | 66 : (1½) | 81 : (3)   | 79 : (1½)  | 74 : (1½) | 75 : (1)   | 77 : (2)  | 76 : (2½)  | 64 : (1½)  | 68 : (0)  |
| 79  | Папуа Нова Гвінея               | 19½  | 330 | 7  | 3  | 1 | 10 | 24 : (0)  | 48 : (0)   | 81 : (4)   | 64 : (1)  | 73 : (1)  | 63b : (1) | 80 : (1)   | 78 : (2½)  | 65 : (1½) | 77 : (1½)  | 76 : (2)  | 70 : (1)   | 68 : (2½)  | 67 : (½)  |
| 80  | Уганда                          | 17½  | 302 | 7  | 3  | 1 | 9  | 18 : (0)  | 67 : (½)   | 78 : (1½)  | 69 : (0)  | 81 : (3½) | 70 : (½)  | 79 : (3)   | 76 : (2)   | 75 : (2½) | 72 : (1)   | 68 : (1)  | 77 : (1)   | 65 : (1)   | N : (0)   |
| 81  | Ангола                          | 13½  | 306 | 5  | 1  | 1 | 11 | 45 : (0)  | 43 : (0)   | 79 : (0)   | 70 : (2½) | 80 : (½)  | 77 : (1)  | 78 : (1)   | 65 : (1½)  | 68 : (½)  | 76 : (2)   | 73 : (0)  | 75 : (1½)  | 74 : (1)   | N : (2)   |

## Індивідуальні результати призерів
1. СРСР: 
  1. Карпов (+6—0=6);
  2. Полугаєвський (+0—1=6);
  3. Таль (+2—1=3);
  4. Геллер (+4—0=5);
  5. Балашов (+5—0=5);
  6. Каспаров (+8—1=3).

1. Угорщина: 
  1. Портіш (+6—0=7);
  2. Ріблі (+4—0=9);
  3. Сакс (+4—1=7);
  4. Чом (+5—0=4);
  5. Фараго (+2-2=0);
  6. Пінтер (+4—0=1).

1. Югославія: 
  1. Любоєвич (+4—2=7);
  2. Івков (+3—0=5);
  3. Парма (+1—0=7);
  4. Кураїца (+1—1=5);
  5. Мар'янович (+4—1=7);
  6. П. Ніколич (+5—0=3).

## Індивідуальні результати на шахівницях
Пам'ятними медалями були відзначені учасники, які добилися найкращих індивідуальних результатів на своїх шахівницях. Переможці в індивідуальному заліку визначалися за процентами набраних очок без врахування класу суперників. У підсумку найкращий показник на 1-й шахівниці був у Хука (Віргінські острови), який набрав 11,5 очка в 14 партіях у своїх «сусідів» з нижньої половини таблиці. Попри те, що «коефіцієнт складності» виступів Карпова був на кілька класів вищий, 9 очок з 12 принесли йому тільки моральне задоволення. Золотих медалей були також удостоєні Рантанен (Фінляндія) — 9,5 з 13, Віллареал (Мексика) — 9 з 11, Чом — 7 з 9, Балашов — 7,5 з 10, П. Ніколич — 6,5 з 8.

## Закриття
Урочисте закриття XXIV чоловічої і IX жіночої шахових олімпіад відбулося в Середземноморському конференц-залі. Після офіційної частини перед шахістами вісімдесяти країн національний ансамбль Мальти продемонстрував народні танці. Потім відбулась церемонія нагородження переможців.
Спочатку Кубок Гамільтона-Рассела і золоті медалі були вручені команді СРСР, срібних і бронзових нагород удостоєні угорські та югославські шахісти.
Кубок В. Менчик було вручено переможцю жіночої IX Олімпіади.